# La Historia (album, Ricky Martin)
La Historia je sedmé studiové album zpěváka Rickyho Martina a také jeho první kompilace, která vyšla u Sony BMG Music v roce 2001.

## Seznam písní
1. "María (Spanglish Radio Edit)"
2. "Vuelve"
3. "Bella (She's All I Ever Had)"
4. "La Bomba"
5. "A Medio Vivir"
6. "Perdido Sin Ti"
7. "Livin' La Vida Loca (Spanish Version)"
8. "Volveras"
9. "La Copa De La Vida (La Canción Oficial de La Copa Mundial, Francia '98) (Spanish)"
10. "Fuego De Noche, Nieve De Día"
11. "She Bangs (Spanish Version)"
12. "Bombón De Azúcar"
13. "Fuego Contra Fuego"
14. "Te Extraño, Te Olvido, Te Amo"
15. "Por Arriba, Por Abajo"
16. "El Amor De Mi Vida"
17. "Sólo Quiero Amarte (Nobody Wants To Be Lonely) (Radio Edit)"

## Umístění ve světě
| Období (2001)              | Titul         | Max. příčka | Hudební certifikace        | Prodej   |
| -------------------------- | ------------- | ----------- | -------------------------- | -------- |
| ↓ Spojené státy americké ↓ |               |             |                            |          |
| US Billboard               | Billboard 200 | 83          |                            |          |
| US Billboard               | Top Latin     | 1           | 4× Platinová deska (Latin) | 400,000^ |
| US Billboard               | Latin Pop     | 1           | 4× Platinová deska (Latin) | 400,000^ |